# タラブール湖
タラブール湖 (Tarrabool Lake) は、オーストラリアのノーザンテリトリー、バークリー・テイブルランドの西の端にある湖。
湖の面積は周辺地域の降水量によって変動する。いくつかの流入河川があるが、湖への流入の大半は北東から注ぐクレスウェル川 (Creswell Creek) からのものである。
湖はコシグロペリカンやムギワラトキといった水鳥の繁殖地となっている。